# Projekt 100
Projekt 100 byla každoroční putovní přehlídka kolekce domácích a zahraničních filmů, která probíhala mezi lety 1995 a 2019 ve stovce kin na území České republiky i na Slovensku. Hlavním organizátorem akce byla v ČR nejprve Městská kina Uherské Hradiště, od roku 2006 pak Asociace českých filmových klubů, na Slovensku Asociacia slovenských filmových klubov. Za dobu existence bylo v rámci Projektu 100 uvedeno do českých a slovenských kin 251 celovečerních filmů a 50 krátkometrážních (katalog 2019), které vidělo více než 1 milion divaků nebo 850 000 diváků. Podle AČFK byl Projekt 100 nejtradičnější, největší a nejprestižnější kolekcí klasických filmů distribuovaných v tuzemských kinech.
Jednalo se o unikátní projekt z hlediska filmové distribuce, neboť se premiérově uvádělo do kin několik snímků najednou. Iniciátorem vzniku přehlídky byl Jiří Králík (ředitel Letní filmové školy v letech 1992–2007), který právě na základě ankety na Letní filmové škole v roce 1994 přišel s nápadem vytvořit nový způsob distribuce kultovních filmů a přispět tak k oslavám 100. výročí vzniku kinematografie. Původně se měl projekt jmenovat 70 + 30, protože chtěl uvést v průběhu 10 let celkem 70 zahraničních a 30 domácích kultovních filmů, ale nakonec byl logicky přejmenován na Projekt 100. Myšlenka každoroční putovní přehlídky kolekce 10 kultovních snímků vycházela z modelu zaniklého, ale velmi úspěšného Filmového festivalu pracujících. Festival se od počátku konal v České i Slovenské republice, ale od roku 2008 docházelo především v České republice k postupné změně tohoto modelu a již tento projekt neměl charakter putovního festivalu. Naopak na Slovensku byl tento model uchován a pokračoval v původním rozsahu i podobě až do svého zániku.
Projekt 100 procházel za dobu své existence několika dramaturgickými změnami, kterými se jeho autoři snažili reagovat na vývoj v oblasti finanční náročnosti projektu, změny formátů či diváckých preferencí. A ačkoliv se tyto změny ukázaly býti správnou cestou, neustálé zvyšování cen za práva a kopie filmů a snižování podpory Státního fondu kinematografie nakonec vedly k ukončení činnosti.
Projekt 100 skončil z důvodů ekonomické udržitelnosti a dlouhodobého diváckého poklesu. Fakticky projekt skončil ročníkem 2018. Úplně poslední projekce v rámci projektu se uskutečnila 1. srpna 2019 v rámci Letní filmové školy v Uherském Hradišti. Promítaný titul Pulp Fiction: Historky z podsvětí, byl nejúspěšnějším filmem Projektu 100 v posledním desetiletí.

## Přehled filmů v jednotlivých ročnících

### 1995
| Název                   | Originální název         | Režie                                                               | Země původu                | Rok  |
| ----------------------- | ------------------------ | ------------------------------------------------------------------- | -------------------------- | ---- |
| Bezstarostná jízda      | Easy Rider               | Dennis Hopper                                                       | USA                        | 1969 |
| Koyaanisqatsi           | Koyaanisqatsi            | Godfrey Reggio                                                      | USA                        | 1983 |
| Lásky jedné plavovlásky | Lásky jedné plavovlásky  | Miloš Forman                                                        | ČSSR                       | 1965 |
| Marketa Lazarová        | Marketa Lazarová         | František Vláčil                                                    | ČSSR                       | 1967 |
| Obchod na korze         | Obchod na korze          | Ján Kadár, Elmar Klos                                               | ČSSR                       | 1965 |
| Perličky na dně         | Perličky na dně          | Věra Chytilová, Jaromil Jireš, Jiří Menzel, Jan Němec, Evald Schorm | ČSSR                       | 1965 |
| Pink Floyd: The Wall    | Pink Floyd The Wall      | Alan Parker                                                         | Velká Británie             | 1982 |
| Tak daleko, tak blízko! | In weiter Ferne, so nach | Wim Wenders                                                         | SRN                        | 1993 |
| Tři barvy: Modrá        | Trois coleurs Bleu       | Krzysztof Kieślowski                                                | Francie, Švýcarsko, Polsko | 1993 |
| Urga                    | Urga                     | Nikita Michalkov                                                    | Rusko                      | 1991 |

### 1996
| Název                                    | Originální název                          | Režie            | Země původu               | Rok  |
| ---------------------------------------- | ----------------------------------------- | ---------------- | ------------------------- | ---- |
| Kuchař, zloděj, jeho žena a její milenec | The Cook, the Thief, His Wife & Her Lover | Peter Greenaway  | Velká Británie            | 1989 |
| Lovec jelenů                             | The Deer Hunter                           | Michael Cimino   | USA                       | 1978 |
| Před deštěm                              | Before the Rain/Po dezju                  | Milčo Mančevski  | Velká Británie, Makedonie | 1994 |
| Tajuplný vlak                            | Mystery Train                             | Jim Jarmusch     | USA                       | 1989 |
| Tommy                                    | Tommy                                     | Ken Russell      | Velká Británie            | 1975 |
| Toto hrdina                              | Toto le Héros                             | Jaco van Dormael | Belgie, Francie, SRN      | 1967 |
| Údolí včel                               | Údolí včel                                | František Vláčil | ČSSR                      | 1967 |
| Velká žranice                            | La Grande bouffe                          | Marco Ferreri    | Francie, Itálie           | 1973 |
| Zbehovia a pútnici                       | Zbehovia a pútnici                        | Juraj Jakubisko  | ČSSR, Itálie              | 1968 |
| Zloděj dětí                              | Il ladro di bambini                       | Gianni Amelio    | Itálie, Francie           | 1991 |

### 1997
| Název                          | Originální název            | Režie                   | Země původu                                | Rok  |
| ------------------------------ | --------------------------- | ----------------------- | ------------------------------------------ | ---- |
| Daleká cesta                   | Daleká cesta                | Alfréd Radok            | ČSFR                                       | 1949 |
| Dům k pověšení                 | Dom za vesanje              | Emir Kusturica          | Jugoslávie, Itálie, Velká Británie         | 1988 |
| Falešná hra s králíkem Rogerem | Who Framed Roger Rabbit     | Robert Zemeckis         | USA                                        | 1988 |
| Polibek pavoučí ženy           | Kiss of the Spider Woman    | Héctor Babenco          | USA, Brazílie, Argentina                   | 1985 |
| Povolání: Reportér             | Professione: reporter       | Michelangelo Antonioni  | Francie, Itálie, USA, Španělsko            | 1975 |
| Prêt-à-Porter                  | Ready To Wear/Prêt-à-Porter | Robert Altman           | USA                                        | 1994 |
| Smoke                          | Smoke                       | Wayne Wang, Paul Auster | Německo, USA, Japonsko                     | 1995 |
| Unaveni sluncem                | Utomljonnyje solncem        | Nikita Michalkov        | Rusko, Francie                             | 1994 |
| Výstřely na Broadwayi          | Bullets Over Broadway       | Woody Allen             | USA                                        | 1994 |
| Země a svoboda                 | Land and Freedom            | Ken Loach               | Velká Británie, Španělsko, Německo, Itálie | 1995 |

### 1998
| Název                    | Originální název                 | Režie               | Země původu                     | Rok  |
| ------------------------ | -------------------------------- | ------------------- | ------------------------------- | ---- |
| Chuť třešní              | Ta'm e guilass                   | Abbás Kiarostamí    | Francie, Írán                   | 1997 |
| Mazací hlava             | Eraserhead                       | David Lynch         | USA                             | 1997 |
| Most přes řeku Kwai      | The Bridge on The River Kwai     | David Lean          | Velká Británie                  | 1957 |
| Můj růžový život         | Ma vie en rose                   | Alain Berliner      | Francie, Belgie, Velká Británie | 1997 |
| Nick Park uvádí          | Nick Park presents               | Nick Park           | Velká Británie                  | 1986 |
| Nostalgie                | Nostalghia                       | Andrej Tarkovskij   | Itálie, Francie, Sovětský svaz  | 1983 |
| Saló aneb 120 dnů Sodomy | Salò o le 120 giornate di Sodoma | Pier Paolo Pasolini | Itálie, Francie                 | 1975 |
| Sladké hry minulého léta | Sladké hry minulého léta         | Juraj Herz          | ČSFR                            | 1969 |
| Tajnosti a lži           | Secrets & Lies                   | Mike Leigh          | Francie, Velká Británie         | 1996 |
| Vertigo                  | Vertigo                          | Alfred Hitchcock    | USA                             | 1958 |

### 1999
| Název                      | Originální název              | Režie               | Země původu                        | Rok  |
| -------------------------- | ----------------------------- | ------------------- | ---------------------------------- | ---- |
| Antonia                    | Antonia                       | Marleen Gorris      | Nizozemsko, Belgie, Velká Británie | 1995 |
| Canterburské povídky       | I Racconti di Canterbury      | Pier Paolo Pasolini | Itálie, Francie                    | 1972 |
| Korida lásky               | Ai no corrida                 | Nagisa Óšima        | Japonsko, Francie                  | 1976 |
| Nahý                       | Naked                         | Mike Leigh          | Velká Británie                     | 1993 |
| Ohňostroj                  | Hana-bi                       | Takeši Kitano       | Japonsko                           | 1997 |
| Poslední pokušení Krista   | The Last Temptation of Christ | Martin Scorsese     | USA                                | 1988 |
| Růžové sny                 | Růžové sny                    | Dušan Hanák         | ČSFR                               | 1976 |
| Smrtící bumerang           | Sling Blade                   | Billy Bob Thornton  | USA                                | 1996 |
| Stalker                    | Stalker                       | Andrej Tarkovskij   | Západní Německo, Sovětský svaz     | 1979 |
| Monty Python: Život Briana | Life Of Brian                 | Terry Jones         | Velká Británie                     | 1979 |

### 2000
| Název                    | Originální název            | Režie               | Země původu                                        | Rok  |
| ------------------------ | --------------------------- | ------------------- | -------------------------------------------------- | ---- |
| Dekameron                | Il Decameron                | Pier Paolo Pasolini | Itálie, Francie, Západní Německo                   | 1970 |
| Juha                     | Juha                        | Aki Kaurismäki      | Finsko                                             | 1999 |
| Klíč                     | Kelid                       | Ebrahim Forouzesh   | Írán                                               | 1987 |
| Láska prokletá           | Love is The devil           | John Maybury        | Velká Británie, Francie, Japonsko                  | 1998 |
| Muž, který spadl na Zemi | The Man Who Fell to Earth   | Nicolas Roeg        | Velká Británie                                     | 1976 |
| Pod sluncem Satanovým    | Sous le soleil de Satan     | Maurice Pialat      | Francie                                            | 1987 |
| Satyricon                | Satyricon                   | Federico Fellini    | Itálie, Francie                                    | 1969 |
| Sen noci svatojánské     | A Midsummer Night's Dream   | Michael Hoffman     | Itálie, Velká Británie, USA                        | 1999 |
| Stalker                  | Stalker                     | Andrej Tarkovskij   | Západní Německo, Sovětský svaz                     | 1979 |
| Sud prachu               | Bure baruta                 | Goran Paskaljević   | Fed. rep. Jugoslávie / Makedonie / Francie / Řecko | 1998 |
| Tři sezóny               | Three Seasons               | Tony Bui            | Vietnam, USA                                       | 1999 |
| Věčnost a den            | Mia aioniotita kai mia mera | Theo Angelopoulos   | Řecko, Francie, Itálie                             | 1998 |

### 2001
| Název                                                                      | Originální název                                                       | Režie                        | Země původu                         | Rok  |
| -------------------------------------------------------------------------- | ---------------------------------------------------------------------- | ---------------------------- | ----------------------------------- | ---- |
| Dr. Divnoláska aneb Jak jsem se naučil nedělat si starosti a mít rád bombu | Dr. Strangelove or: How I Learned to Stop Woring and Love the Bomb     | Stanley Kubrick              | Velká Británie                      | 1964 |
| Modrý samet                                                                | Blue Welvet                                                            | David Lynch                  | USA                                 | 1986 |
| Nevěsta                                                                    | Nevěsta                                                                | Jiří Suchý                   | ČSSR                                | 1970 |
| Občan Kane                                                                 | Citizen Kane                                                           | Orson Welles                 | USA                                 | 1941 |
| Poslední tango v Paříži                                                    | L'ultimo tango a Parigi                                                | Bernardo Bertolucci          | Itálie, Francie                     | 1972 |
| Powers                                                                     | Powers                                                                 | Petr Zelenka                 | ČR, Německo                         | 2000 |
| Rocky Horror Picture Show                                                  | The Rocky Horror Picture Show                                          | Jim Sharman                  | Velká Británie, USA                 | 1975 |
| Silnice                                                                    | La Strada                                                              | Federico Fellini             | Itálie                              | 1954 |
| Sny Akiry Kurosawy                                                         | Yume                                                                   | Akira Kurosawa, Ishirô Honda | Japonsko, USA                       | 1990 |
| Solaris                                                                    | Soljaris                                                               | Andrej Tarkovskij            | SSSR                                | 1972 |
| Vlak života                                                                | Train de vie                                                           | Radu Mihaileanu              | Belgie, Francie, Izrael, Nizozemsko | 1998 |
| Všechno, co jste kdy chtěli vědět o sexu (ale báli jste se zeptat)         | Everything You Always Wanted to Know About Sex, but Were Afraid to Ask | Woody Allen                  | USA                                 | 1972 |

### 2002
| Název                       | Originální název                   | Režie               | Země původu             | Rok  |
| --------------------------- | ---------------------------------- | ------------------- | ----------------------- | ---- |
| Absolvent                   | The Graduate                       | Mike Nichols        | USA                     | 1967 |
| Arizona Dream               | Arizona Dream                      | Emir Kusturica      | USA                     | 1993 |
| Intimita                    | Intimacy                           | Patrice Chéreau     | Francie                 | 2001 |
| Kachní polévka              | Duck Soup                          | Leo McCarey         | USA                     | 1933 |
| Kytice tisíce a jedné noci  | Il Fiore delle mille e una notte   | Pier Paolo Pasolini | Itálie, Francie         | 1974 |
| Lalie polné                 | Lalie polné                        | Elo Havetta         | Československo          | 1972 |
| Monty Pythonův smysl života | Monty Python's The Meaning of Life | Terry Gilliam       | USA                     | 1983 |
| Nebe nad Berlínem           | Der Himmel über Berlin             | Wim Wenders         | Německo                 | 1987 |
| Písně z druhého patra       | Sånger från andra våningen         | Roy Andersson       | Dánsko, Norsko, Švédsko | 2000 |
| Smrt v Benátkách            | Morte a Venezia                    | Luchino Visconti    | Itálie, Francie         | 1971 |

### 2003
| Název                 | Originální název      | Režie                  | Země původu                      | Rok  |
| --------------------- | --------------------- | ---------------------- | -------------------------------- | ---- |
| Amadeus               | Amadeus               | Miloš Forman           | USA                              | 1984 |
| Amarcord              | Amarcord              | Federico Fellini       | Itálie, Francie                  | 1973 |
| Brazil                | Brazil                | Terry Gilliam          | USA                              | 1985 |
| Diktátor              | The Great Dictator    | Charlie Chaplin        | USA                              | 1940 |
| Idioti                | Idioterne             | Lars von Trier         | Švédsko, Dánsko, Francie, Itálie | 1998 |
| Ostrov                | Seom                  | Kim Ki-duk             | Jižní Korea                      | 2000 |
| Naqoyqatsi            | Naqoyqatsi            | Godfrey Reggio         | USA                              | 2002 |
| Noční hovory s matkou | Noční hovory s matkou | Jan Němec              | Česko                            | 2002 |
| Mléčná dráha          | La Voie lactée        | Luis Buñuel            | Francie, Itálie                  | 1969 |
| Zvětšenina            | Blowup                | Michelangelo Antonioni | Itálie, Velká Británie           | 1966 |

### 2004
| Název               | Originální název       | Režie             | Země původu     | Rok  |
| ------------------- | ---------------------- | ----------------- | --------------- | ---- |
| Annie Hallová       | Annie Hall             | Woody Allen       | USA             | 1977 |
| Casablanca          | Casablanca             | Michael Curtiz    | USA             | 1942 |
| Fanny a Alexandr    | Fanny och Alexander    | Ingmar Bergman    | Švédsko         | 1982 |
| Invaze barbarů      | Les invasions barbares | Denys Arcand      | Francie, Kanada | 2003 |
| Návrat              | Vozvrashcheniye        | Andrej Zvjagincev | Rusko           | 2003 |
| Příběh z Tokia      | Tokjo monogatari       | Yasujiro Ozu      | Japonsko        | 1953 |
| Rosemary má děťátko | Rosemary's Baby        | Roman Polański    | USA             | 1968 |
| Sloní muž           | The Elephant Man       | David Lynch       | USA             | 1980 |
| Spalovač mrtvol     | Spalovač mrtvol        | Juraj Herz        | ČSSR            | 1968 |
| Zuřící býk          | Raging Bull            | Martin Scorsese   | USA             | 1980 |

### 2005
| Název                          | Originální název               | Režie              | Země původu                          | Rok  |
| ------------------------------ | ------------------------------ | ------------------ | ------------------------------------ | ---- |
| Kdo se bojí Virginie Woolfové? | Who's Afraid of Virginia Woolf | Mike Nichols       | USA                                  | 1966 |
| Metropolis                     | Metropolis                     | Fritz Lang         | Německo                              | 1927 |
| Moderní doba                   | Modern Times                   | Charlie Chaplin    | USA                                  | 1936 |
| Otec na služební cestě         | Otac na služebnom putu         | Emir Kusturica     | Jugoslávie                           | 1985 |
| Plechový bubínek               | Die Blechtrommel               | Volker Schlöndorff | Německo, Francie                     | 1979 |
| Půlnoční kovboj                | Midnight Cowboy                | John Schlesinger   | USA                                  | 1969 |
| Revizoři                       | Kontroll                       | Nimród Antal       | Maďarsko                             | 2003 |
| Taking Off                     | Taking Off                     | Miloš Forman       | USA                                  | 1971 |
| Vera Drake – žena dvou tváří   | Vera Drake                     | Mike Leigh         | Velká Británie, Francie, Nový Zéland | 2004 |
| Vojtěch, řečený sirotek        | Vojtěch, řečený sirotek        | Zdeněk Tyc         | Československo                       | 1989 |

### 2006
| Název                | Originální název           | Režie                              | Země původu                    | Rok  | IMDB |
| -------------------- | -------------------------- | ---------------------------------- | ------------------------------ | ---- | ---- |
| Až přijde kocour     | Až přijde kocour           | Vojtěch Jasný                      | Československo                 | 1963 |      |
| Commitments          | The Commitments            | Alan Parker                        | Velká Británie, Irsko          | 1991 |      |
| Dítě                 | L'Enfant                   | Jean-Pierre Dardenne, Luc Dardenne | Francie                        | 2005 |      |
| Dvojí život Veroniky | La double vie de Véronique | Krzysztof Kieślowski               | Polsko                         | 1991 |      |
| Kdyby...             | If…                        | Lindsay Anderson                   | Velká Británie                 | 1968 |      |
| Křižník Potěmkin     | Broněnosec Poťomkin        | Sergej Ejzenštejn                  | SSSR                           | 1925 |      |
| Motocyklové deníky   | Diarios de motocicleta     | Walter Salles                      | USA, Německo, Argentina, Chile | 2004 |      |
| Na východ od ráje    | East of Eden               | Elia Kazan                         | USA                            | 1954 |      |
| THX 1138             | THX 1138                   | George Lucas                       | USA                            | 1970 |      |
| U konce s dechem     | A bout de souffle          | Jean-Luc Godard                    | Francie                        | 1959 |      |

### 2007
| Název                         | Originální název                | Režie             | Země původu                    | Rok  |
| ----------------------------- | ------------------------------- | ----------------- | ------------------------------ | ---- |
| Cesta domů                    | Wo de fu qin mu qin             | Čang I-mou        | Čína                           | 1999 |
| Cléo od pěti do sedmi         | Cléo de 5 à 7                   | Agnès Varda       | Velká Británie, Irsko          | 1991 |
| Mechanický pomeranč           | A Clockwork Orange              | Stanley Kubrick   | Velká Británie                 | 1971 |
| Na sever severozápadní linkou | North by Northwest              | Alfred Hitchcock  | USA                            | 1959 |
| Pat Garrett a Billy the Kid   | Pat Garrett & Billy the Kid     | Sam Peckinpah     | USA                            | 1973 |
| Taxidermia                    | Taxidermia                      | György Pálfi      | Maďarsko, Rakousko, Francie    | 2006 |
| Třetí muž                     | The Third Man                   | Carol Reed        | Velká Británie                 | 1949 |
| Tsotsi                        | Tsotsi                          | Galvin Hood       | JAR, Velká Británie            | 2005 |
| Zrcadlo                       | Zerkalo                         | Andrej Tarkovskij | SSSR                           | 1974 |
| Zvedá se vítr                 | The Wind That Shakes the Barley | Ken Loach         | Velká Británie, Irsko, Francie | 2006 |

### 2008
| Název                      | Originální název                    | Režie                  | Země původu     | Rok  |
| -------------------------- | ----------------------------------- | ---------------------- | --------------- | ---- |
| Aguirre, hněv Boží         | Aguirre, der Zorn Gottes            | Werner Herzog          | Západní Německo | 1972 |
| Kabinet doktora Caligariho | Das Cabinet des Dr. Caligari        | Robert Wiene           | Německo         | 1920 |
| Nenápadný půvab buržoazie  | Le Charme discret de la bourgeoisie | Luis Buñuel            | Francie, Itálie | 1972 |
| Náměstí spasitele          | Plac Zbawiciela                     | Krzysztof Krauze       | Polsko          | 2006 |
| Nový svět                  | The New World                       | Terrence Malick        | USA             | 2005 |
| Obrazy starého světa       | Obrazy starého světa                | Dušan Hanák            | Československo  | 1972 |
| Svatá hora                 | La montaña sagrada                  | Alejandro Jodorowsky   | Mexiko          | 1973 |
| Ty, který žiješ            | Du levande                          | Roy Andersson          | Švédsko         | 2007 |
| Zabriskie Point            | Zabriskie Point                     | Michelangelo Antonioni | USA             | 1970 |
| Želvy mohou létat          | Lakposhtha parvaz mikonand          | Bahman Ghobadi         | Írán            | 2004 |

### 2009
| Název                   | Originální název                     | Režie                    | Země původu                                                | Rok  |
| ----------------------- | ------------------------------------ | ------------------------ | ---------------------------------------------------------- | ---- |
| Anténa                  | La Antena                            | Esteban Sapir            | Argentina                                                  | 2007 |
| Farma zvířat            | Animal Farm                          | John Halas               | Velká Británie                                             | 1954 |
| Něco z Alenky           | Něco z Alenky                        | Jan Švankmajer           | Československo, Švýcarsko, Velká Británie, Západní Německo | 1987 |
| Nosferatu - fantom noci | Nosferatu, Phantom der Nacht         | Werner Herzog            | Německo, Francie                                           | 1979 |
| Psycho                  | Psycho                               | Alfred Hitchcock         | USA                                                        | 1960 |
| Rekviem za sen          | Requiem for a Dream                  | Darren Aronofsky         | USA                                                        | 2000 |
| Sedm samurajů           | Šičinin no samurai                   | Akira Kurosawa           | Japonsko                                                   | 1954 |
| Upír Nosferatu          | Nosferatu, eine Symphonie des Grauen | Friedrich Wilhelm Murnau | Německo                                                    | 1922 |

### 2010
| Název                      | Originální název                       | Režie           | Země původu                                       | Rok  |
| -------------------------- | -------------------------------------- | --------------- | ------------------------------------------------- | ---- |
| Hluboký spánek             | The Big Sleep                          | Howard Hawks    | USA                                               | 1946 |
| Smlouva s vrahem           | I Hired a Contract Killer              | Aki Kaurismäki  | Finsko, Švédsko, Francie, Velká Británie, Německo | 1990 |
| Muž z Londýna              | The Man from London                    | Béla Tarr       | Maďarsko, Francie, Německo                        | 2007 |
| Zahraj to znovu, Same      | Play it again, Sam                     | Herbert Ross    | USA                                               | 1972 |
| Harold a Maude             | Harold and Maude                       | Hal Ashby       | USA                                               | 1971 |
| Vtáčkovia, siroty a blázni | Les oiseaux, les orphelins et les fous | Juraj Jakubisko | Slovensko, Francie                                | 1969 |
| Fish Tank                  | Fish Tank                              | Andrea Arnold   | Velká Británie                                    | 2009 |
| Bílá stuha                 | Das weisse Band                        | Michael Haneke  | Německo, Rakousko, Francie, Itálie                | 2009 |

### 2011
| Název              | Originální název | Režie          | Země původu                  | Rok  |
| ------------------ | ---------------- | -------------- | ---------------------------- | ---- |
| Erotikon           | Erotikon         | Gustav Machatý | ČSR                          | 1929 |
| Velká láska        | Le grande amour  | Pierre Étaix   | Francie                      | 1969 |
| Dobrý srdce        | The Good Heart   | Dagur Kári     | USA, Island, Dánsko, Francie | 2009 |
| Další rok          | Another Year     | Mike Leigh     | Velká Británie               | 2010 |
| Puškvorec          | Tatarak          | Andrzej Wajda  | Polsko                       | 2009 |
| Druhá strana mince | Rewers           | Borys Lankosz  | Polsko                       | 2009 |

### 2012
| Název           | Originální název | Režie                      | Země původu                      | Rok  |
| --------------- | ---------------- | -------------------------- | -------------------------------- | ---- |
| West Side Story | West Side Story  | Jerome Robins, Robert Wise | USA                              | 1961 |
| Bohémský život  | La Vie de Bohème | Aki Kaurismäki             | Finsko, Švédsko, Francie, Itálie | 1992 |
| Trainspotting   | Trainspotting    | Danny Boyle                | Velká Británie                   | 1996 |
| Sedmikrásky     | Sedmikrásky      | Věra Chytilová             | ČSSR                             | 1966 |

### 2013
1. Sunset Blvd.
2. Tenkrát na Západě
3. Big Lebowski
4. Všichni dobří rodáci

### 2014
1. Koyaanisqatsi
2. 2001: Vesmírná odysea
3. Pulp Fiction: Historky z podsvětí
4. Ostře sledované vlaky

### 2015
1. Okno do dvora
2. Perný den
3. Klub rváčů
4. Vynález zkázy

### 2016
1. Sedm statečných
2. Osm a půl
3. Mlčení jehňátek
4. Starci na chmelu
5. Cesta do fantazie

### 2017
1. Cesta na Měsíc
2. Cesta do pravěku
3. Planeta opic
4. Brazil
5. Matrix

### 2018
1. Zpívání v dešti
2. Limonádový Joe aneb Koňská opera
3. Rocky Horror Picture Show
4. Vlasy
5. Moulin Rogue